# Олельковичи-Слуцкие
Олелько́вичи (Олельки) — княжеский род, представители которого в XV—XVI веках занимали привилегированное положение в Великом княжестве Литовском. В Слуцке при дворе Олельковичей существовала школа, с 1581 также типография, в ней печатались книги на церковнославянском и западнорусском языках.

## Описание герба
Представляет собой изображение вооружённого всадника верхом на белом коне в движении на красном фоне. В правой руке всадник держит горизонтально поднятый меч, в левой — красный щит с золотым шестиконечным крестом. С левой стороны у всадника ножны меча, из-под седла свисает трёхконечная попона.

## Известные представители

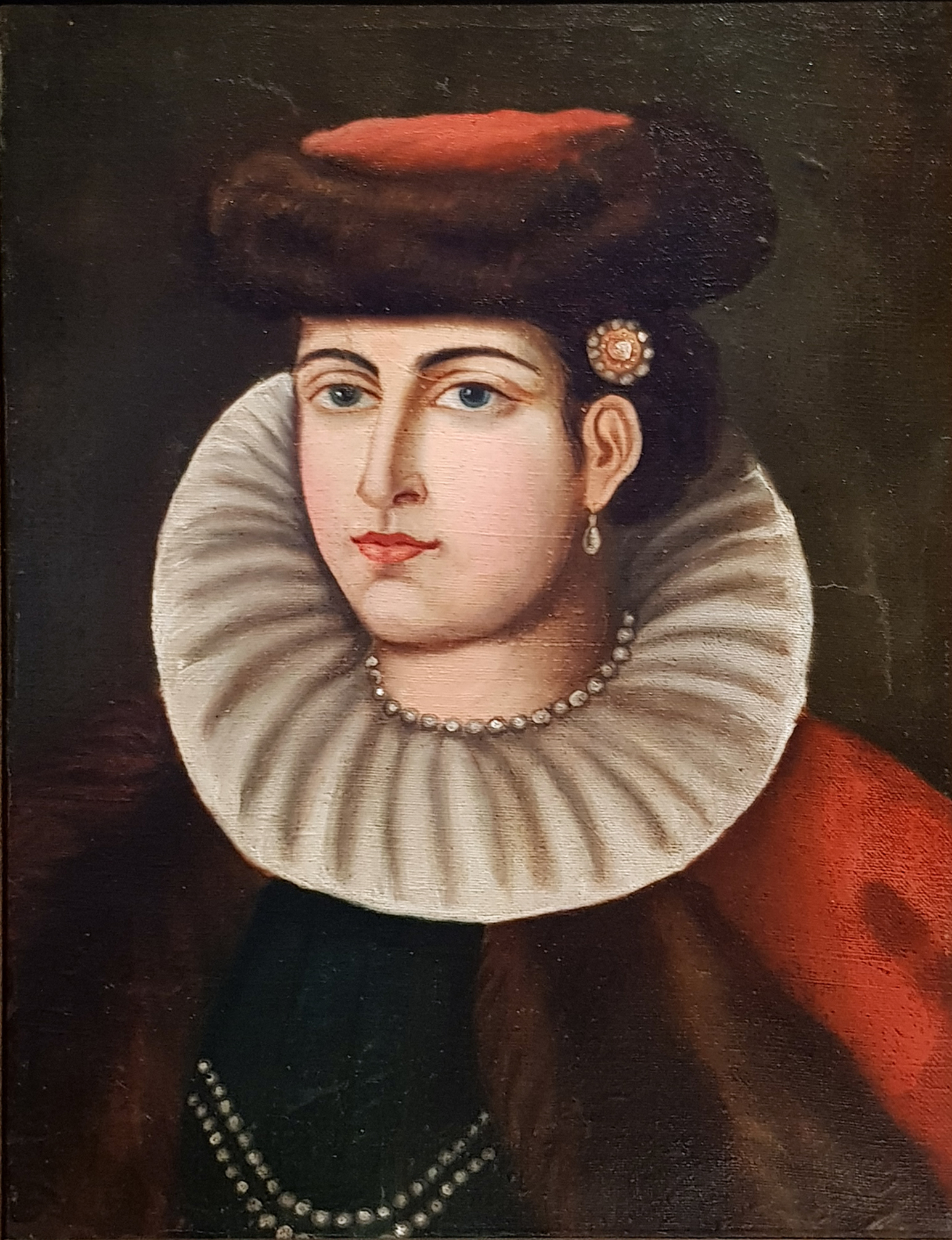
Софья Олелька-Радзивилл. Портрет неизвестного художника XVI в.

- Олелько Владимирович (Александр, Олсь, Олик; ум. 1454), основатель рода Олельковичей, сын киевского и копыльского князя Владимира Ольгердовича, внук великого князя литовского Ольгерда, правнук Гедимина, князь слуцкий и копыльский с 1395 года, киевский (1441—1454), военачальник и дипломат Великого княжества Литовского. В 1417 женился на внучке князя Витовта Анастасии — дочери вел. князя московского Василия I и Софьи Витовтовны. Вёл войны с татарами, защищая южные границы Великого княжества Литовского; в борьбе за великокняжеский престол выступал сначала на стороне Сигизмунда Кейстутовича, затем Свидригайло; подписал Мельнский договор 1422.
  - Семён Олелькович (1420—1470), князь киевский.
  - Михаил Олелькович (ум. 1481), младший сын Александра, князь слуцкий и копыльский, с ноября 1470 князь-наместник Великого Новгорода; возглавлял группу православных феодалов, стремившихся к объединению белорусско-литовских земель с Великим княжеством Московским; в 1481 казнён за организацию заговора против вел. князя литовского Казимира IV.
    - Семён Олелькович (ум. 1505), сын Михаила, князь слуцкий; в 1502 и 1503 слуцкие отряды под его командованием разбили крымских татар на реках Уза и Припять. Был женат на Анастасии Слуцкой; их дочь Александра вышла замуж за вел. гетмана Литовского Константина Острожского.
      -  Юрий Олелькович (1492—1542), сын Семёна, князь слуцкий; защищал княжество от набегов татар, участник Битвы под Оршей.
        -  Юрий Олелькович (ум. 1578), сын Юрия, князь слуцкий, во время Ливонской войны (1558—1583) возглавлял отряд слуцких воинов.
          -  Юрий Олелькович (1559—1586), сын Юрия. Собственноручно переписал в 1582 году евангелие, которое известно под именем «Слуцкое Евангелие» и является рукописным памятником конца XVI века.
            -  Софья Радзивилл (1585—1612), дочь Юрия, которая в 1600 вышла замуж за Януша Радзивилла. По брачному договору Слуцк и Копыль отошли к Радзивиллам. София канонизирована православной церковью, её мощи хранятся в Свято-Духовом соборе города Минска.